# Janiralata holmesi
Janiralata holmesi là một loài chân đều trong họ Janiridae. Loài này được Richardson miêu tả khoa học năm 1905.